# 2003 في النرويج
فيما يلي قوائم الأحداث التي وقعت خلال عام 2003 في النرويج.

## سياسة

### تعيين في المنصب
- 1 يناير – هيلغا بيديرسين county mayor of Finnmark ‏.

### انتهاء فترة المنصب
- 1 يناير – كريستين ماير وزير دولة [الإنجليزية]‏.

## مواليد

### أبريل
- 29 أبريل – مود أنجيليكا بيهن

## وفيات

### أغسطس
- 4 أغسطس – بال أرني فاغيرنس (مواليد 1974)